# Березові ліси та луки Скандинавських гір
Березові ліси та луки Скандинавських гір — екорегіон тундри у Норвегії, Швеції та Фінляндії. Це один із наземних екорегіонів, визначених та визначених Всесвітнім фондом дикої природи
.

## Збереження
Березові ліси та луки Скандинавських гір є у списку Global 200, і тому розглядаються як пріоритет для збереження.

## Географія

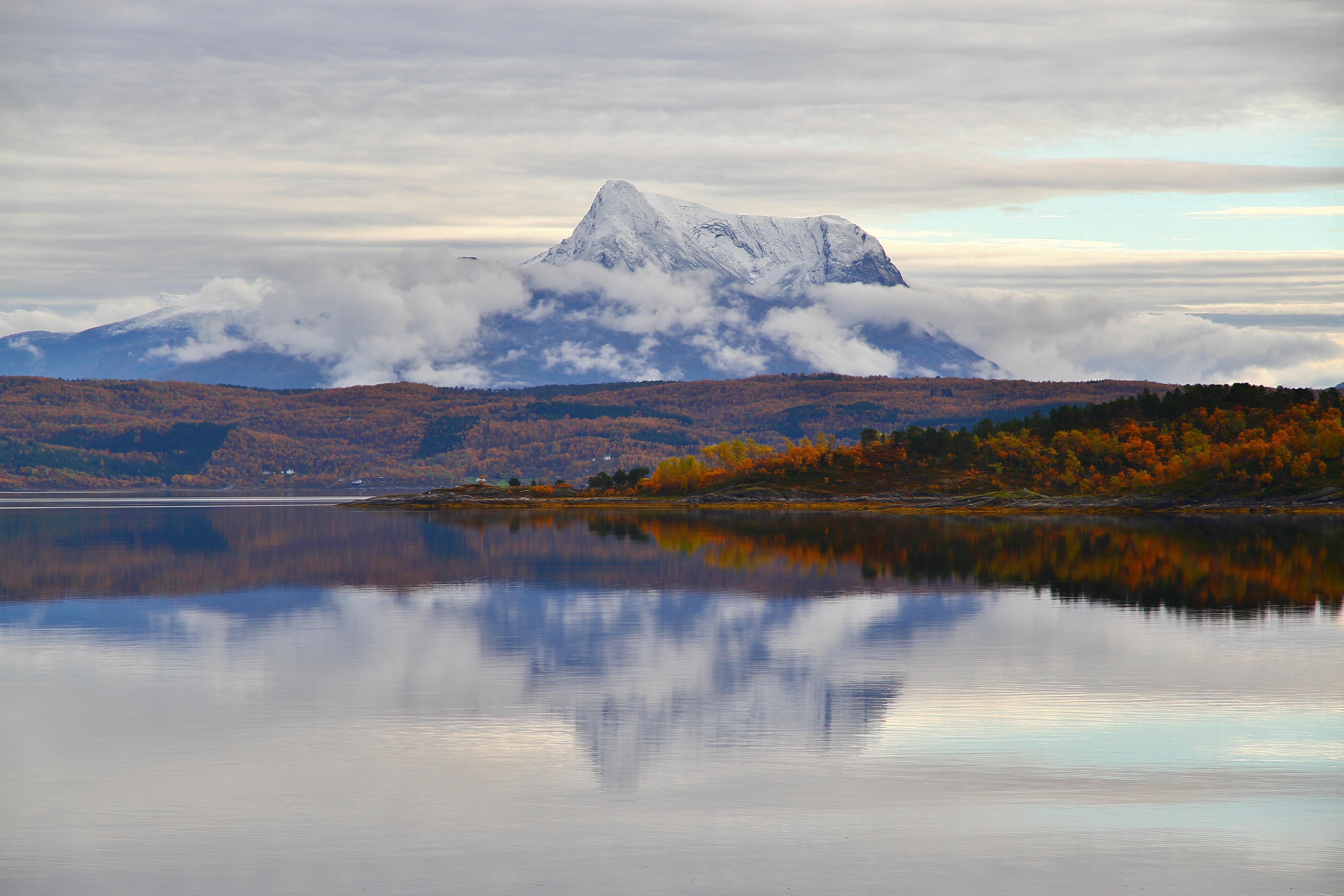
Осінні кольори у середньобореальному лісі біля фіорду, в той час як у Нарвіку гори покриті високогірними альпійськими тундрами; Північна Норвегія.

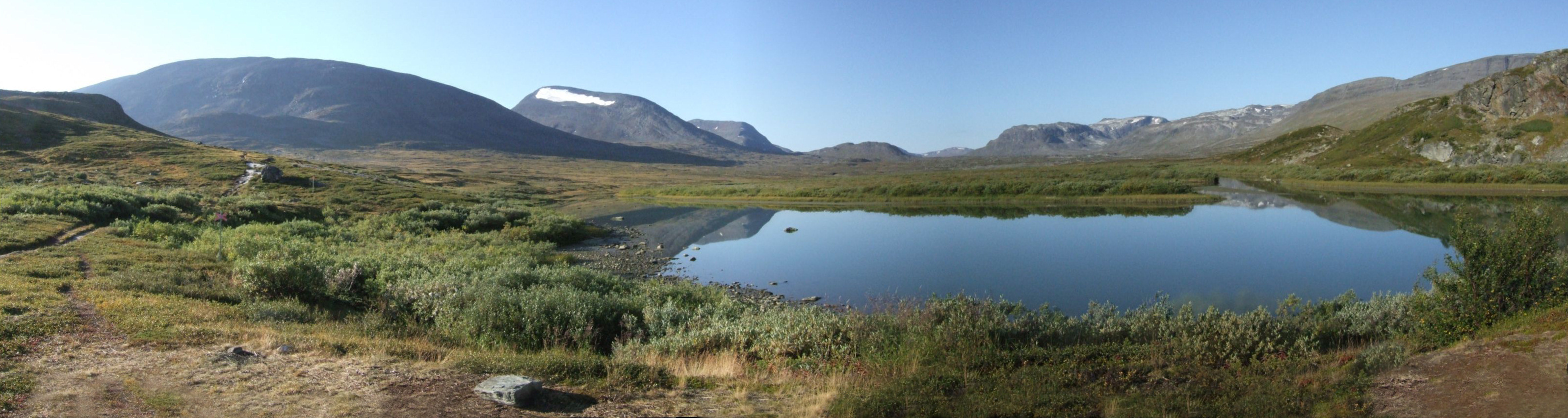
Альпійська тундра поблизу Алежауре, на півночі Швеції

Екорегіон покриває Скандинавські гори,
і охоплює 11 градусів широти з півдня на північ. 
Близько двох третин екорегіону знаходиться у Норвегії, приблизно одна третина - у Швеції 
та невелику територію займає у найпівнічнішій частині Фінляндії. 
Цей екорегіон завдовжки 1600 км та загальною площею приблизно 243 000 км²

Тут розташовані найбільші льодовики на материковій частині Європи (Йостедаль, Свартісен), 
а також найвищі гори Північної Європи (Ютунгеймен) та найбільше гірське плато. 
Гірське пасмо утворює дощову тінь — східна частина гірського 
пасма значно сухіша, ніж західна.
Екорегіон розділений на дві частини, південна частина знаходиться у центральних горах Норвегії і спускається до західних фіордів. 
Північна частина прямує горами Кьолен та спускається до фіордів на заході. 
Західна частина екорегіону, як на півдні, так і на півночі,
межує із екорегіоном Скандинавські прибережні хвойні ліси або безпосередньо з фіордами (Норвезьке море та Північне море). 
Східна частина екорегіону, як на півдні, так і на півночі, межує зі скандинавським та російським тайговим екорегіоном. 
На крайньому півдні межує із сарматським екорегіоном мішаних лісів,
крайня північно-східна частина біля берегів Баренцева моря межує з екорегіоном тундра Кольського півострова.

## Опис

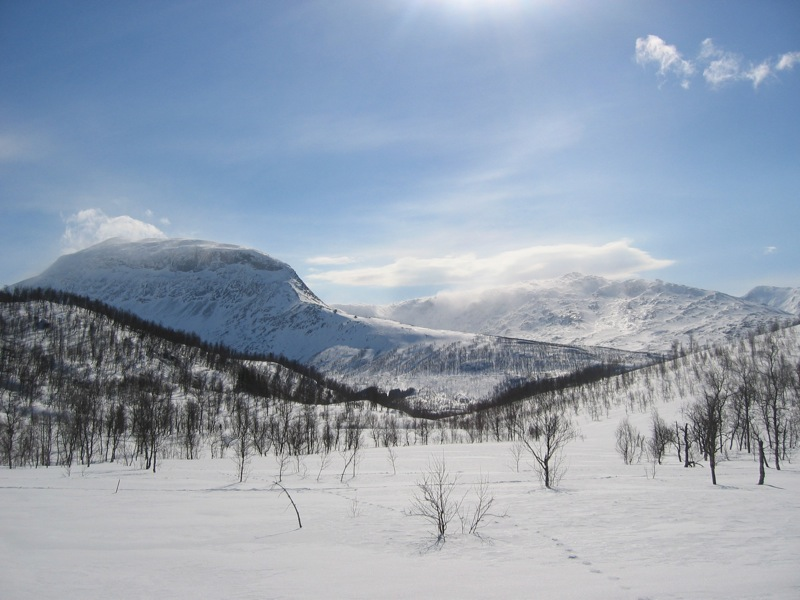
Весна біля верхньої межі лісу, Юнкердал (національний парк), Норвегія

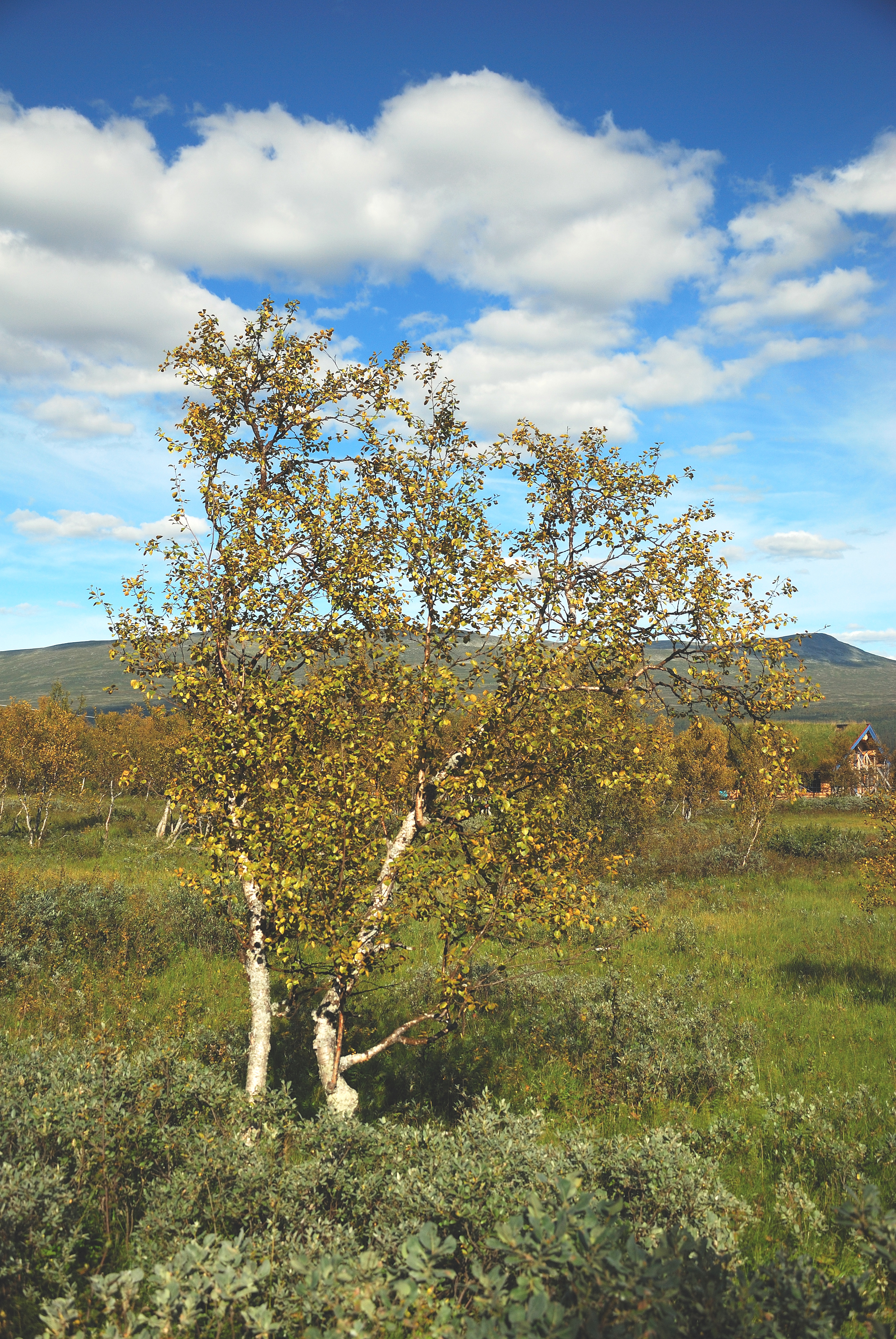
Гірська береза біля верхньої межі лісу у Люнгдалені, Швеція

Частина екорегіону розташовані на менших висотах, тому оточені біомами нижчих висот, на кшталт прибережних гір Норвегії.
На найбільшій висоті знаходиться високогірна тундра з дуже рідкою рослинністю та голими скелями, льодовиковими полями та льодовиками. 
На меншій висоті знаходиться низькогірна альпійська тундра з суцільним рослинним покривом; 
Betula nana та Salix висотою до 1 м та луки, а також численні озера та болота.
Ще нижче знаходиться гірська березова зона  де зустрічається Betula pubescens (заввишки 2–5 м) над лінією хвойних дерев; 
трохи низькорослих ялин та сосен, а також багато озер та боліт. 
Ця частина розглядається як частина зони розрідженої тайги;
береза, що утворює лінію, дуже рідко зустрічається за межами Скандинавії (також в Ісландії та на півострові Камчатка).

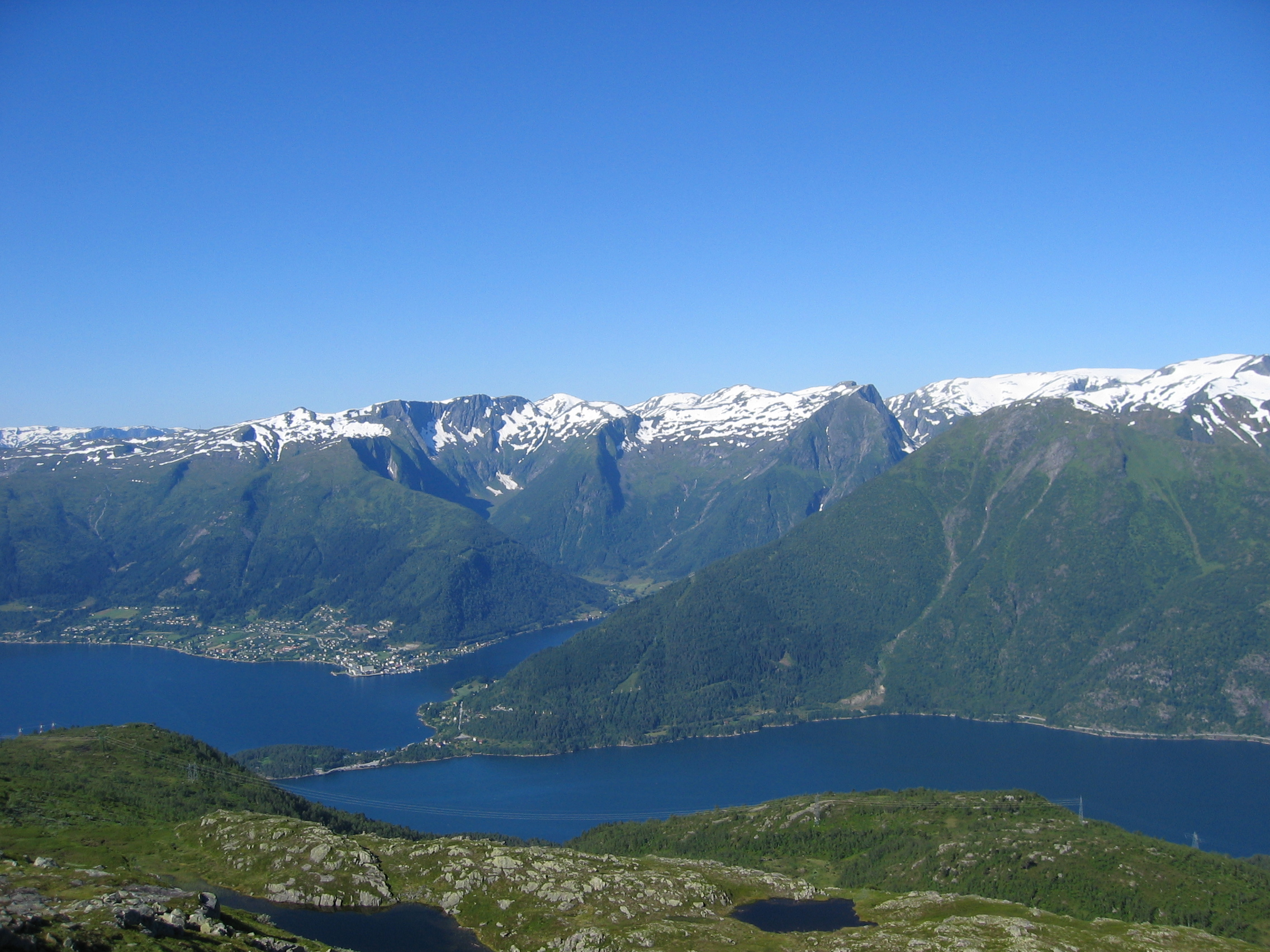
Балестранн на Согнефіорді має помірний клімат із середньорічною температурою 6,6 °C. Навколишні гори досягають 1400 м, покриті альпійською тундрою, льодовиками і середньорічним показником до -2 ° C

На ще нижчих висотах ліси стають щільнішими та вищими (8–20 м, винятково 30 м) з більшою кількістю видів, включаючи сосну звичайну та осику.
Іноді значна частина низинного лісу поблизу фіордів Західної Норвегії також включають до екорегіону, оскільки Picea abies тут здебільшого відсутня (Picea abies та Picea sitchensis зазвичай висаджуються з економічних причин). 
У цих помірних лісах також зустрічаються Quercus robur, Fraxinus excelsior, Taxus baccata, Ilex та Tilia cordata. Таким чином, в цьому екорегіоні дуже різноманітне навколишнє середовище; 
від помірного лісу біля фіордів із 6-місячним вегетаційним періодом до найвищих гір з льодовиками та сніговими полями, що не тануть до середини літа.

## Флора

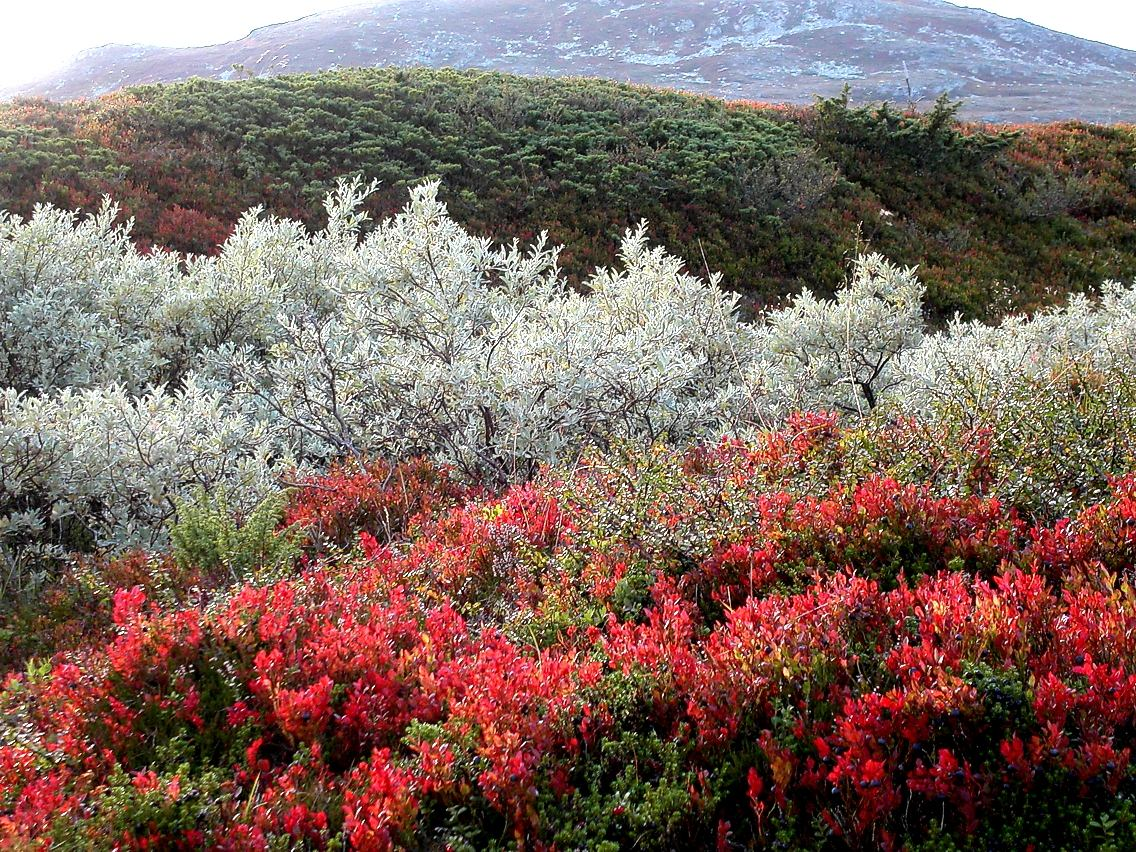
Низькогірна тундра восени

У цьому регіоні є багато видів альпійських рослин, які не зустрічаються більше ніде в Європі, 
проте часті в Арктиці, а іноді і в гірських районах Північної Америки. 
Найчастіше зустрічаються разом з березою: Populus tremula, Pinus sylvestris, Juniperus communis, Alnus incana, Sorbus, Salix caprea та Prunus padus.
Деякі з характерних трав: Aconitum lycoctonum, Vaccinium myrtillus та Rubus chamaemorus, останні, як правило, ростуть на численних болотах.

## Фауна

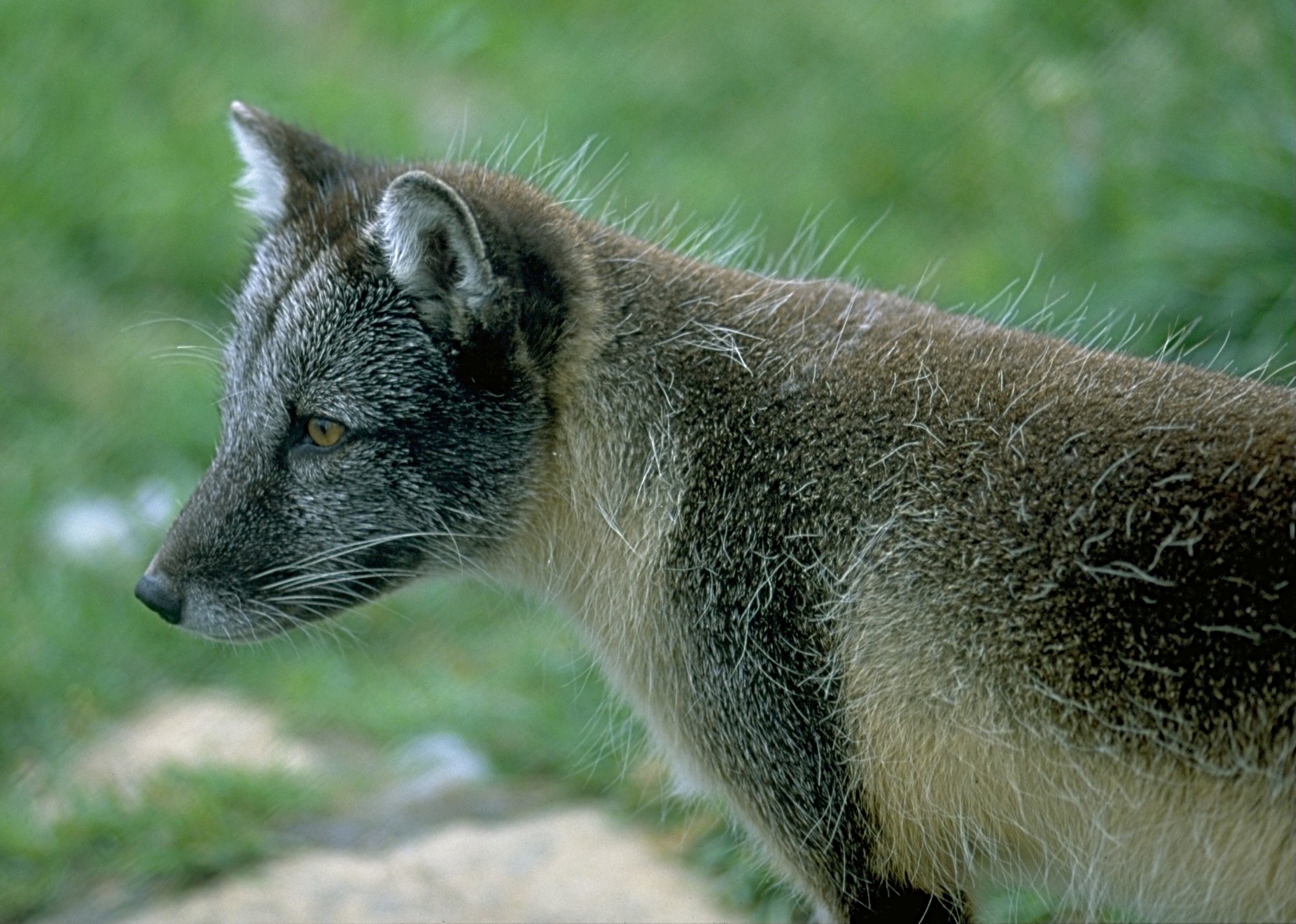
Песець

Хижаки екорегіону: Gulo gulo, Ursus arctos, Lynx lynx, Canis lupus, Vulpes vulpes та Mustela erminea.
Травоїдні екорегіону: Rangifer tarandus (лише у горах центральної Норвегії; північні олені на півночі напівдомашні), Capreolus capreolus та Cervus elaphus (у низовинах на півдні екорегіону); 
найпоширенішою великою рослиноїдною твариною є лось.
Lemmini, Arvicolinae, Sciuridae та 	Lepus є загальним явищем,
а Lutra lutra поширена біля фіордів та у багатьох річках, особливо на півночі. 
На Довреф'єллі є приблизно 150 Ovibos moschatus, які були перевезені з Гренландії в 1930-х роках, оскільки цей вид зник у Скандинавії.
Велике різноманіття птахів екорегіону; 
більшість птахів є перелітними, але деякі, як Lagopus muta, залишаються тут цілий рік.
Також варто відзначити Falco rusticolus та Haliaeetus albicilla. 
В озерах зустрічається пструг та Salvelinus alpinus, у річках є морський пструг та лосось.